# جونغ أون
جونغ أون - كييونغ أو جيونغ يون - كييونغ (الكورية: οο; هانجا: ولدت عام 1965) وهي خبيرة في الأمراض المعدية والصحة العامة في كوريا الجنوبية تعمل حاليا مديرة مراكز كوريا للسيطرة على الأمراض والوقاية منها، منذ تعيينها من قبل الرئيس مون جاي إن في يوليو 2017. وجونغ هي أول امرأة تترأس المركز منذ إنشاء الوكالة والمعهد الوطني للصحة السابق لها في عامي 2003 و 1981 على التوالي.
وقبل ترقيتها إلى منصب رئيس مراكز كوريا للسيطرة على الأمراض والوقاية منها، قادت جونغ مركز التأهب لحالات الطوارئ في مجال الصحة العامة والاستجابة لها.
في عام 2015، حدثت متلازمة الشرق الأوسط التنفسية وأصبحت معروفة للجمهور منذ أن كانت مسؤولة عن الإحاطات الصحفية(المؤتمرات الصحفية )وإدارة الأزمات كمديرة للمركز.  كما عملت سابقا ً كرئيسة لمركز الوقاية من الأمراض في مركز كوريا للسيطرة على الأمراض والوقاية منها وقسم أبحاث مكافحة الأمراض المزمنة في المركز.
انضمت لأول مرة كباحثة في الوكالة عام 1995
تخرج جونغ من جامعة سول الحكومية بثلاث درجات: ، ماجستير في الصحة العامة، دكتور في الطب دكتوراه في الطب الوقائي. 